# Saint-Gauzens
Saint-Gauzens (okzitanisch: Sant Gausenç) ist eine französische Gemeinde mit 912 Einwohnern (Stand: 1. Januar 2022) im Département Tarn in der Region Okzitanien. Sie gehört zum Arrondissement Castres und ist Mitglied im Gemeindeverband Gaillac Graulhet Agglomération. Die Einwohner werden Saint-Gauzinois und Saint-Gauzinoises genannt.

## Geografie
Saint-Gauzens liegt in der Région naturelle Castrais am Dadou, einem Nebenfluss des Agout, etwa 41 km nordöstlich von Toulouse und etwa 28 km südwestlich von Albi. Das Gebiet der Gemeinde wird außerdem vom Flüsschen Assou und verschiedenen anderen kleinen Wasserläufen entwässert.
Umgeben wird Saint-Gauzens von den Nachbargemeinden Parisot im Norden und Nordwesten, Puybegon im Norden und Nordosten, Briatexte im Osten, Fiac im Süden, Ambres im Westen sowie Giroussens im Nordwesten.

## Bevölkerungsentwicklung
| 1962 | 1968 | 1975 | 1982 | 1990 | 1999 | 2006 | 2013 | 2020 |
| ---- | ---- | ---- | ---- | ---- | ---- | ---- | ---- | ---- |
| 558  | 560  | 584  | 667  | 756  | 646  | 698  | 824  | 899  |

## Sehenswürdigkeiten
- Das romanische Portal der Kirche Saint-Pierre-de-Monestiers ist zusammen mit den Fundamenten der Südkapelle das einzige Überbleibsel der einfachen Kirche aus dem 12. Jahrhundert. Der restliche Bau ist im 16. Jahrhundert neu errichtet worden. Das Westportal ist seit 1960 als Monument historique klassifiziert.
- Kirche Saint-Sernin
- Kirche Saint-Martin in Saint-Martin